# Šlomo Jisra'el Ben Me'ir
Šlomo Jisra'el Ben Me'ir (hebrejsky שלמה-ישראל בן-מאיר‎, rodným jménem שלמה-ישראל רוזנברג‎, Šlomo Jisra'el Rosenberg, žil 13. srpna 1910 – 4. dubna 1971) byl rabín, izraelský politik a poslanec Knesetu za strany Mizrachi, Chazit datit le'umit a Mafdal.

## Biografie
Narodil se ve Varšavě v tehdejší Ruské říši (dnes Polsko). Studoval na ješivě Jicchaka Elchanana, absolvoval vysokoškolské studium na Yeshiva University a New York University. Získal osvědčení pro výkon profese rabína a doktorát z práva. Do roku 1940 působil v New Yorku jako právník. V letech 1940–1950 byl rabínem v židovské obci ve městě Hartford. V roce 1950 přesídlil do Izraele.

## Politická dráha
Zapojil se do hnutí Mizrachi v USA, roku 1950 se stal světovým předsedou tohoto hnutí. V letech 1937–1941 zasedal ve vedení Židovského národního fondu a Keren ha-jesod v USA. Byl členem akčního výboru rabínského shromáždění v USA a Kanadě. Podílel se na spojení hnutí Mizrachi a ha-Po'el ha-mizrachi. Ve straně Mafdal předsedal politickému odboru.
V izraelském parlamentu zasedl poprvé po volbách v roce 1951, do nichž šel za stranu Mizrachi. Mandát získal ovšem až dodatečně, v srpnu 1952, jako náhradník. Stal se členem parlamentního výboru pro vzdělávání a kulturu a výboru House Committee. Uspěl i ve volbách v roce 1955, nyní za stranu Chazit datit le'umit (Národní náboženská fronta). V průběhu funkčního období se tato formace dočasně přejmenovala na ha-Po'el ha-mizrachi-Mizrachi, ale pak získala název Národní náboženská strana (Mafdal). Byl členem výboru pro záležitosti vnitra, výboru pro ústavu, právo a spravedlnost, výboru House Committee, výboru pro ekonomické záležitosti, výboru finančního a výboru pro vzdělávání a kulturu. Za Mafdal získal mandát i ve volbách v roce 1959. Nastoupil jako člen do výboru pro ekonomické záležitosti a výboru finančního. Za Mafdal byl zvolen ve volbách v roce 1961. Byl místopředsedou Knesetu a členem výboru pro ústavu, právo a spravedlnost, výboru pro zahraniční záležitosti a obranu, výboru finančního a výboru pro jmenování soudců. Na kandidátní listině Mafdal se dočkal zvolení i ve volbách v roce 1965. Stal se členem výboru pro ústavu, právo a spravedlnost, výboru pro zahraniční záležitosti a obranu, finančního výboru a výboru pro jmenování soudců. Opětovně byl zvolen na kandidátce Mafdal ve volbách v roce 1969. Zastával post předsedy výboru pro ústavu, právo a spravedlnost a člena výboru finančního, výboru pro zahraniční záležitosti a obranu a výboru pro jmenování soudců. Zemřel v průběhu funkčního období. V křesle poslance ho nahradil jeho syn Jehuda Ben Me'ir.
Zastával i četné vládní funkce. V 50. a 60. letech 20. století by náměstkem ministra sociální péče, ministra vnitra i ministra zdravotnictví.